# The Social Network Song
«The Social Network Song (OH OH — Uh — OH OH)» — песня для конкурса Валентины Монетты (Сан-Марино) на Евровидении 2012. Композиция стала неофициальным гимном социальной сети Facebook.
По результатам голосования в первом полуфинале Евровидения 2012 песня в финал не прошла, заняв 14 место.

## История песни
Первая версия песни под названием Facebook Uh, Oh, Oh (A Satirical Song) была выпущена 16 марта 2012 года, через два дня после того, как стала известна исполнительница — Валентина Монетта.
Песня получила широкую популярность из-за своего названия. На сайте YouTube клип на песню после пяти дней собрал более 200 000 просмотров.
18 марта 2012 года стало известно, что выбранная песня не подходит для конкурса по правилу 1.2.2.g конкурса. Причиной споров стало название песни и упоминание в ней названия известной социальной сети Facebook.
22 марта 2012 снова в эфире телеканала SM-TV был презентован новый и окончательный вариант конкурсной песни. Её название — «The Social Network Song (Oh Oh — Uh — Oh Oh)». Данная версия песни была окончательно утверждена на Евровидение 2012.
22 мая 2012 была спета в первом полуфинале Евровидения, однако не смогла пройти в финал.

## Альбом
Композиция The Social Network Song (oh oh-uh-oh oh) вышла в специальном одноименном издании.
| №  | Название                                                       | Длительность |
| -- | -------------------------------------------------------------- | ------------ |
| 1. | «The Social Network Song (oh oh-uh-oh oh)»                     | 3:01         |
| 2. | «I'll Follow the Sunshine»                                     | 2:55         |
| 3. | «The Social Network Song (oh oh-uh-oh oh) (Euro-Club-Version)» | 5:37         |
| 4. | «The Social Network Song (oh oh-uh-oh oh) (Karaoke Version)»   | 3:01         |

## Композитор
Автором песни является ветеран Евровидения Ральф Зигель, для которого она будет рекордной двадцатой песней на конкурсе.